# Maclean-Hunter
Maclean-Hunter (M-H) était une société de communications canadienne qui détenait des participations diversifiées dans les domaines de la radio, de la télévision (notamment par câble), des magazines et des journaux.

## Histoire
L'entreprise a vu le jour en 1887, lorsque les frères John Bayne Maclean et Hugh Cameron Maclean ont lancé leur première publication commerciale, Canadian Grocer & General Storekeeper. Hugh Maclean quitte l'entreprise en 1899 et retourne plus tard à Toronto pour fonder sa propre maison d'édition. John a ensuite étendu son entreprise à d'autres domaines de l'édition, en lançant le magazine d'intérêt général Maclean's en 1905, le journal économique Financial Post en 1907, le magazine Canadian Homes and Gardens en 1925, le magazine féminin Chatelaine en 1928 et son équivalent en langue française Châtelaine en 1960.
Horace Talmadge Hunter a rejoint Maclean Publishing en 1903, gravissant les échelons de la direction, passant de directeur général en 1911 puis succèda à John Bayne Maclean en tant que président en 1933. En 1945, le nom de l'entreprise fut changé pour Maclean-Hunter (M-H). Hunter a pris sa retraite en 1952 et est décédé en 1961. Le fils de Hunter, Donald Fleming, devint plus tard président et président de M-H.
En 1961, l'entreprise commence à se diversifier en acquérant sa première station de radio : CFCO à Chatham, en Ontario.
En 1968, Maclean-Hunter Publishing Company Limited est renommée Maclean-Hunter Limited puis Maclean Hunter Limited en 1981.
Dans les années 1970, M-H fusionne son magazine francophone Le Maclean avec Actualité et commence à publier L'actualité. En 1982, la société acquiert une participation majoritaire dans Sun Media ; la propriété du Financial Post a été transférée à Sun Media pour 46 millions de dollars en 1987 afin de faciliter l'expansion de la publication d'un hebdomadaire à un quotidien. L'année suivante, Maclean Hunter a acquis des actions supplémentaires de Sun Media, portant sa participation totale à 60,5 % de toutes les actions (contre 50,8 % en 1987).
Au début des années 1990, les actifs de Maclean-Hunter comprenaient également des services de télévision par câble dans 35 marchés ontariens, 21 stations de radio, la station de télévision CFCN à Calgary et une part minoritaire importante du réseau de télévision CTV.
Maclean-Hunter est acquis en 1994 par Rogers Communications. Le CRTC a approuvé la transaction, mais exigé que Rogers se départisse de certains actifs  de Maclean-Hunter afin d'apaiser les inquiétudes concernant la concentration de la propriété des médias. Shaw Communications a acquis une partie des actifs de câblodistribution et certaines stations de radio, Telemedia et Blackburn Radio ont acquis d'autres stations de radio, et un consortium composé de Baton Broadcasting et d'Electrohome a acquis CFCN et les actions de M-H dans le réseau CTV. Sun Media a été vendue lors d'un rachat par les employés en 1996.
Maclean-Hunter détenait également des actifs dans la câblodistribution aux États-Unis, qui ont été acquis par Comcast en 1994 pour 1,27 milliard de dollars.
En 2016, L'actualité est cédée à Mishmash (XPND Capital).
Les anciens actifs de Maclean-Hunter ont été vendus par Rogers à St. Joseph Communications en mars 2019.

## Opérations
Le bureau principal de Maclean-Hunter se trouvait à College Park (en) des années 1980 jusqu'à son acquisition par Rogers en 1994. Son ancien siège social se trouvait dans une série de bâtiments au coin de la rue Dundas et de l'avenue University. Le magazine Maclean's a déménagé dans les locaux de Rogers Communications au 1 Mount Pleasant Road (en) (édifice Rogers (en)) et y est resté jusqu'à la vente à St. Joseph Communications en 2019.
En 1948, M-H a déménagé son imprimerie du 210 Dundas Street West à North York (autoroute 401 - rue Yonge). L'imprimerie a été construite près de la maison de Robert Earl Bales, préfet de North York. L'usine a été vendue et démolie en 2001 pour être réaménagée en copropriétés. Macleans ainsi que d'autres publications imprimées de Rogers Media sont désormais imprimées par Transcontinental.

## Présidents
- John Bayne Maclean — 1887-1933
- Horace Talmadge Chasseur — 1933-1952
- Floyd Chalmers — 1952-1964 - président 1964-1969
- Donald Fleming Hunter — 1964-1976 - plus tard en tant que président
- Frederick T. Metcalf — 1977-1984 - plus tard en tant que président
- Donald Graham Campbell — 1984-1986
- Ronald Osborne — 1986-1994

## Actifs
Au moment du rachat de Maclean-Hunter par Rogers en 1994, l'entreprise possédait les actifs suivants :

### Télévision
Rogers a immédiatement cédé les actifs télévisuels de Maclean-Hunter. Baton Broadcasting et Electrohome ont acquis  CFCN-TV et les parts de M-H dans le réseau CTV, une transaction qui a aidé Baton à éventuellement prendre le contrôle de l'ensemble du réseau CTV. Shaw a acquis la part de Maclean-Hunter dans le New Country Network, qui avait obtenu une licence de diffusion du CRTC mais n'avait pas encore été lancé au moment du rachat.
- Calgary - CFCN-TV
- 14,3% de CTV
- 60 % de New Country Network

### Radio
Maclean-Hunter possédait 21 stations de radio. La plupart ont été cédées par Rogers à d'autres propriétaires ; seules les stations de Kitchener et d'Ottawa appartiennent encore aujourd'hui à Rogers.
- Amherst - CKDH
- Brampton - CFNY
- Campbellton - CKNB
- Charlottetown - CFCY, CHLQ
- Chatham - CFCO
- Halifax - CHNS, CHFX
- Kitchener - CKGL, CHYM
- Leamington - CHYR
- Moncton - CKCW, CFQM
- Newcastle - CFAN
- Ottawa - CIWW, CKBY
- Saint John - CIOK
- Sarnia - CKTY, CFGX
- Sussex - CJCW
- Toronto - CKYC

### Télévision par câble
Maclean-Hunter Cable desservait les marchés suivants en Ontario. Ces actifs ont été acquis par Rogers, même si certains ont ensuite été cédés à Shaw Cable ou à Cogeco.
 
- Ajax
- Alexandria
- Alfred
- Arnprior
- Beachburg
- Bourget
- Carp
- Chalk River
- Cobden
- Collingwood
- Deep River
- Guelph
- Hamilton
- Hawkesbury
- Huntsville
- Lancaster
- Limoges
- London
- Maxville
- Midland
- Niagara Falls
- North Bay
- Ottawa (à l'ouest de la Rue Bank)
- Owen Sound
- Pakenham
- Pembroke
- Peterborough
- Renfrew
- Saint Catharines
- St. Isidore de Prescott
- Sarnia
- Sault Ste. Marie
- Thunder Bay
- Toronto
- Wallaceburg